# NGVI
주식회사 NGVI는 차세대 자동차의 연료 저장 및 공급 시스템의 개발, 제조 및 서비스를 공급하는 전문 기업으로, 서울버스의 자회사이다.

## 역사
- 2000년 7월 3일: 회사 설립[2]
- 2019년 9월 30일: 코넥스 시장 상장[출처 필요]